# 安东乡
安东乡，是中华人民共和国广西壮族自治区来宾市忻城县下辖的一个乡镇级行政单位。

## 行政区划
安东乡下辖以下地区：
安东村、桃源村、国辉村、新桥村和加益村。